# Unione Sportiva Sassuolo Calcio 1998-1999
Questa pagina raccoglie le informazioni riguardanti l'Unione Sportiva Sassuolo Calcio nelle competizioni ufficiali della stagione 1998-1999.